# دوش واژینال
دوش واژینال یک روش جهت شستن واژن است. معمولاً هدف این کار برای از بین بردن بوی نامطبوع واژن شستن ترشحات قاعدگی پس از پریود و جلوگیری از بیماری‌های مقاربتی و جلوگیری از بارداری پس از آمیزش جنسی انجام می‌شود. هرچند که این روش جهت پیشگیری از بارداری مؤثر نیست.علاوه بر آن دوش واژینال مضراتی برای سلامتی دارد و موجب مشکلاتی مانند سرطان دهانه رحم ،بیماری التهابی لگن و همین‌طور افزایش بیماری‌های آمیزشی می‌شود؛ بنابراین روش پیشنهادی سالم و مطمئنی برای پیشگیری از بارداری نیست.